# Sankt Georgs kyrka, Crni Kao
Sankt Georgs kyrka (serbisk kyrilliska: Црква Светог Георгија; latinska: Crkva Svetog Georgija; kyrkslaviska: Це́рковь Свѧтого Геѡ́ргїѧ) är en serbisk-ortodox kyrkobyggnad belägen i byn Crni Kao, cirka 5 kilometer från kommunen Batočina i den statistiska regionen Šumadija och västra Serbien, i Serbien.
Kyrkan är helgad åt den romerske martyren, soldaten och helgonet Sankt Göran. Den tillhör Šumadijas stift.

## Historik
Sankt Georgs kyrka i Crni Kao började att byggas år 2006, då grunden invigdes den 30 juni av biskop Jovan av Šumadija. Kyrkan stod klar året efter och är i nuläget (februari 2019) den yngsta kyrkan i Batočina.
Marken som kyrkan står på donerades av Momčilo Panić och hans syster, Olivera Đurđević.

## Bilder

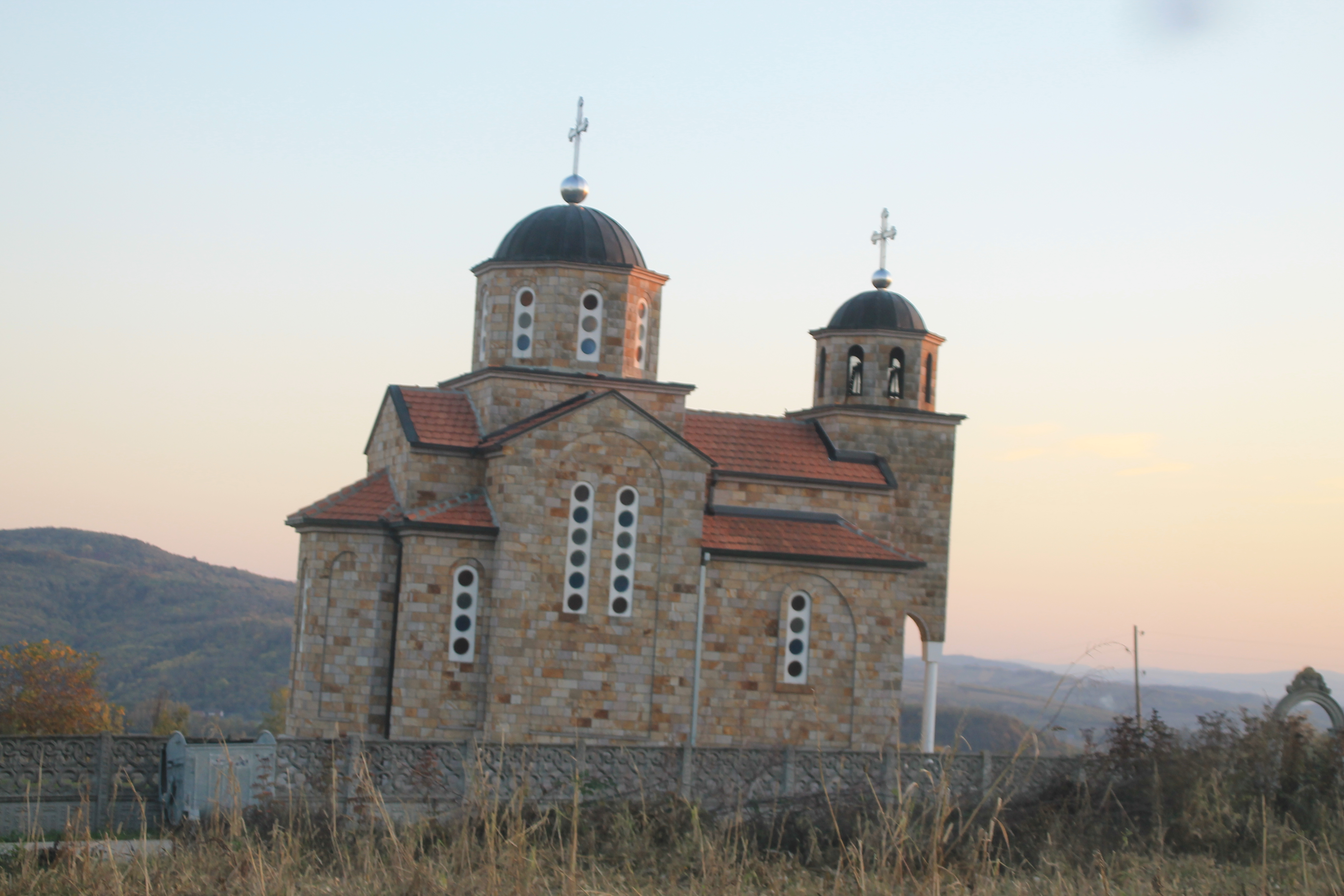
Kyrkan från sidan.
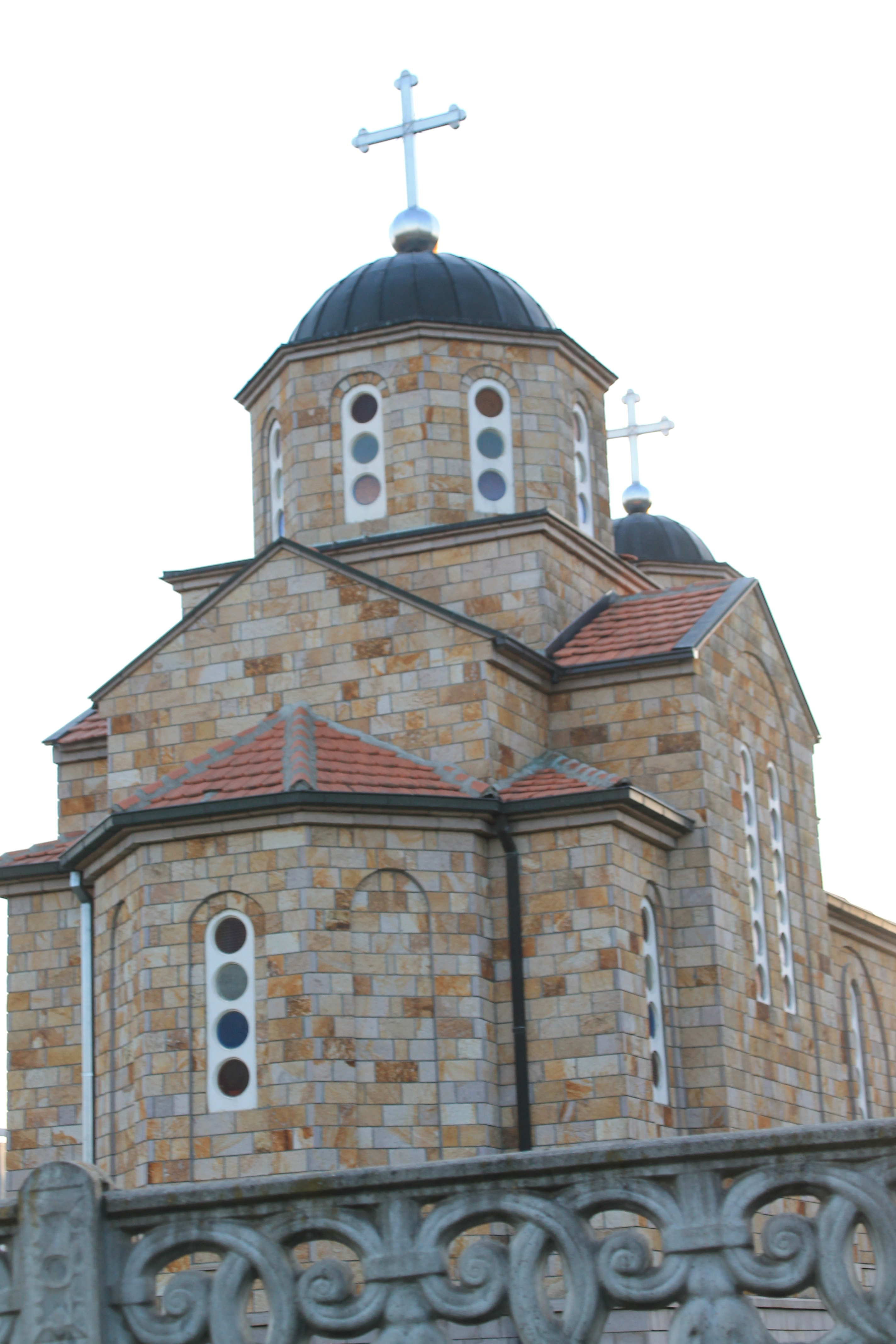
Baksidan och absiden.